# لاک‌پشت باتلاقی
لاک‌پشت باتلاقی (نام علمی: Glyptemys muhlenbergii) نام یک گونه از زیرراسته نهان‌گردن است.